# Idiococcus bambusae
Idiococcus bambusae är en insektsart som beskrevs av Takahashi och Hiroshi Kanda 1939. Idiococcus bambusae ingår i släktet Idiococcus och familjen ullsköldlöss. Inga underarter finns listade i Catalogue of Life.